# Magyarszombatfa
Magyarszombatfa (szlovénül: Soboška vas, vendül: Soboška ves) község Vas vármegyében, a Körmendi járásban.

## Fekvése
A település közvetlenül a magyar–szlovén országhatár mellett fekszik, Vas vármegye délnyugati szélén. Főutcája a Csesztregtől idáig vezető 7423-as út, másik fontos útvonala a Magyarszombatfa–Pártosfalva határátkelőhelytől egészen a 8-as főút csákánydoroszlói szakaszáig húzódó 7451-es út.
Az ország távolabbi részei irányából ez utóbbi úton közelíthető meg a legegyszerűbben, a 8-asról Csákánydoroszlónál délre letérve, Őriszentpéteren és Bajánsenyén keresztül. Lenti és Csesztreg felől Velemér érintésével érhető el a falu. 2004 óta Pártosfalva felől, Szlovénia irányából is elérhető.

## Története

### Magyarszombatfa
Első okleveles említése 1366-ból származik. A település szerkezete az Őrségtől eltérően Magyarszombatfa településrészen utcás faluképét mutatja. A házak az utcával párhuzamosan vagy merőlegesen helyezkednek el. Az utcára épült házakból, részben ezen házak melletti sikátorokon át megközelíthető egy vagy több ház összességéből áll.
A hagyományos építési mód a boronafalas ház, melyet kívülről tapasztással vakoltak. A tetőn zsúp fedés volt. A gazdasági épületek a lakóházat körülvették keríttet udvarként.
A keveset termő, sovány földek mellett az agyag nagyon sok családnak nyújtott ezen a tájon megélhetést. Megrakott szekereikkel az itt lakó gerencsérek valaha messzi vidékeket is felkerestek, hogy az általuk készített cserépedényeket gabonára cseréljék. Az elmúlt 20. század elején még több mint száz családban volt a megélhetés egyik fő forrása az agyagedények készítése, árusítása a földművelés, állattartás mellett. Napjainkban 14 család tagjai művelik a mesterséget. A mindig mostoha körülmények, az elzártság ellenére az itt élők fogékonyak a világ fontos dolgai, minden új iránt. Téglaépítészetére a kódisállásos lakóház a jhellemző oromfalas kialakítással.
Dr. Borovszky Samu szerint "Szombatfa, magyar község, 85 házzal és 388 r. kath., ev. ref. és ág. ev. lakossal. Postája Prosznyákfa, távírója Csákány."
A falu neve 1907. óta Magyarszombatfa, régebben Szombatfa.
1950-es években a településről is telepítettek ki embereket a Hortobágyra, emléküket emléktábla is őrzi.
Az 1950-es évektől 1998-ig a kerámiaüzem volt a falu fő foglalkoztatója, volt idő, amikor 150-nél is többen dolgoztak itt. Végül félszázan váltak munkanélkülivé. Az elhagyott üzemet 2005-ben vette bérbe egy fiatal zalai vállalkozó, aki határközeli telephelyet keresett. Felújíttatta a három kemencét és az öntőhelyiséget, egyre több dolgozót vett fel, s közben új gépeket is vásárolt. Ma már évente 6-700 kályhát gyártanak az üzemben. Egy részük ma újra itt dolgozik, a 3 éve életre keltett üzemben. Dísztárgyak és fazekastermékek helyett most kályhacsempéket gyártanak.
2002. óta minden évben nyár derekán megrendezésre kerül a Nemzetközi Fazekas Találkozó, amelyen a fazekas hagyományokat őrzők és a hagyományokat keresők találkozhatnak.
A település szórvány gyümölcsöseiben hagyományos gyümölcsfajtákat termesztenek, amit nyers gyümölcsként, befőttként - ritkán aszalva - fogyasztanak. A hulló és megmaradó gyümölcsből jó minőségű pálinka készül az önkormányzat helyi szeszfőzdéjében. A település erdeinek gazdag vadállománya egy Vadászati Kiállítás mutatja be.
2004-ben határátkelő nyílt Pártosfalva (Szlovénia) felé, 2007-től a schengeni egyezményhez való csatlakozást követően az átkelő bezárt, az átjárás szabaddá vált.

### Gödörháza
A központtól mintegy egy-másfél kilométerre délkeletre fekvő Gödörháza a Magyarszombatfára jellemző utcás települési alaprajzzal szemben szórvány település képét mutatja, ahol a házak egymástól elszórtan, kisebb bokrokban helyezkednek el. Az újabb épületek azonban itt is a települési főutca mentén létesültek. A gödörházi falurészen álló műemlék református harangláb 1790-ben készült. A szoknyás fazsindelyes épületet egy nemesnépi ácsmester készítette. Helyreállítására először az 1970-es években, majd 1998-ban került sor.
Dr. Borovszky Samu szerint "Gödörháza, magyar község, 73 házzal és 416 r. kath., ev. ref. és ág. ev. lakossal. Postája Prosznyákfa, távírója Csákány. Birtokosok a Batthyányak." 1978. január 1-jén csatolták hozzá Magyarszombatfához.
A községrész ismert még az itt készülő kecskesajtjáról is.

## Közélete

### Polgármesterei
- 1990–1994: Pusztai József (független)[8]
- 1994–1998: Laczó László (független)[9]
- 1998–2002: Laczó László (független)[10]
- 2002–2006: Laczó László (független)[11]
- 2006–2010: Laczó László (független)[12]
- 2010–2014: Albert Attila (független)[13]
- 2014–2019: Albert Attila (független)[14]
- 2019–2024: Albert Attila (független)[15]
- 2024– : Zancsics Attila (független)[1]

## Népesség
A település népességének változása:
| Lakosok száma | 262  | 266  | 249  | 260  | 255  | 235  | 233  |
|               | 2013 | 2014 | 2015 | 2021 | 2022 | 2023 | 2024 |

A 2011-es népszámlálás során a lakosok 97,4%-a magyarnak, 1,5% németnek, 0,4% szlovénnek mondta magát (2,6% nem nyilatkozott; a kettős identitások miatt a végösszeg nagyobb lehet 100%-nál). A vallási megoszlás a következő volt: római katolikus 16%, református 58,4%, evangélikus 10,4%, felekezet nélküli 8,9% (5,6% nem nyilatkozott).
2022-ben a lakosság 89,8%-a vallotta magát magyarnak, 2,4% szlovénnek, 2% szerbnek, 0,8% németnek, 0,4% cigánynak, 0,4% horvátnak, 1,6% egyéb, nem hazai nemzetiségűnek (9,4% nem nyilatkozott; a kettős identitások miatt a végösszeg nagyobb lehet 100%-nál). Vallásuk szerint 44,3% volt református, 19,2% római katolikus, 6,3% evangélikus, 2,4% egyéb katolikus, 5,1% felekezeten kívüli (22,7% nem válaszolt).

## Látnivalók
- Őrségi Kerámia Látogatóközpont, Fő út 39.: a kályhacsempegyár (MAT Kerámia Kft.) működése mellett létrehoztunk egy gyümölcslé üzemet (Natura Gyümölcslé), egy látogatóközpontot és egy kávézó-reggelizőt.  Szeretnénk, ha minél többen megismernének minket, a vidék adottságait és az őrségi vendégszeretetet. Kiállításaink között szerepel: " A Magyarszombatfai Kerámiagyár története", " Az Őrségi Fazekasok", valamint a "Hagyománytól a tudományig"
- Fazekasház Fő u. 52/a, műemlék:[18] Egykoron mezőgazdasággal foglalkozó fazekas család élt itt. A háromhelyiségből álló boronafalas épület nyitott padlású, helyiségei a tornácra nyílnak. Utcával párhuzamos épületnek az utca felé nyílása nincsen. Udvarán a vidékre jellemző cserépégető kemence áll. 1974-ben helyreállították, majd 1996-ban felújították.
- Vadászati kiállítás - Őriszentpéteren látogatható[19]
- Czúgh János emlékszoba, Fő u. 28.[20]
- Sárgaliliom tanösvény
- Harangláb a gödörházi falurészen, műemlék.

## Nevezetes személyek
Magyarszombatfán élő vagy ott tanult fazekasmesterek közül az alábbiak nyerték el a Népművészet Mestere díjat:
- 1970 – Czúgh János (1917–1993)[21]
- 1972 – Czúgh Dezső (1925–1995)[22]
- 1984 – Doncsecz Károly (1918–2002)[23]

## Képek

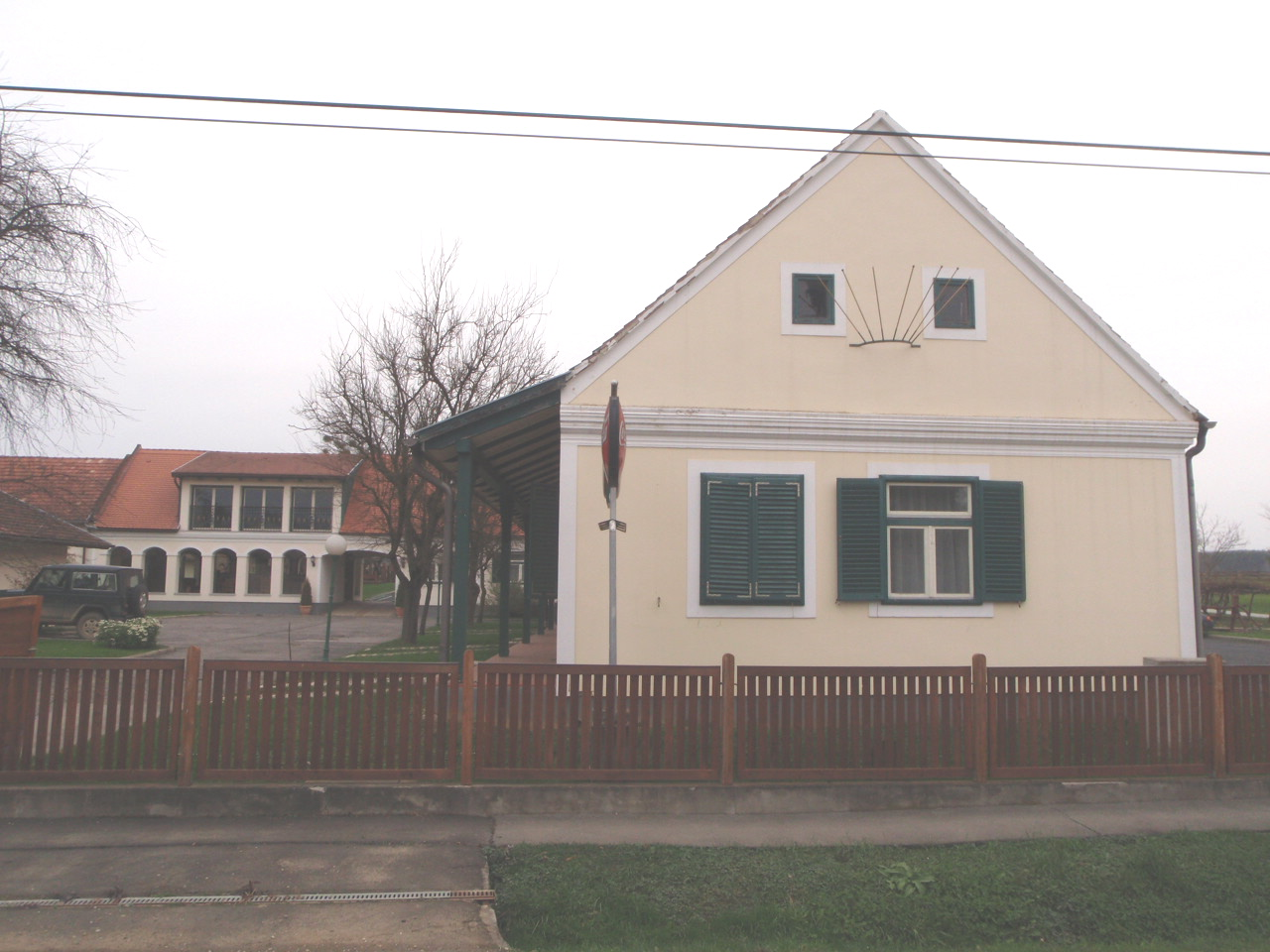
Fő utcai porta
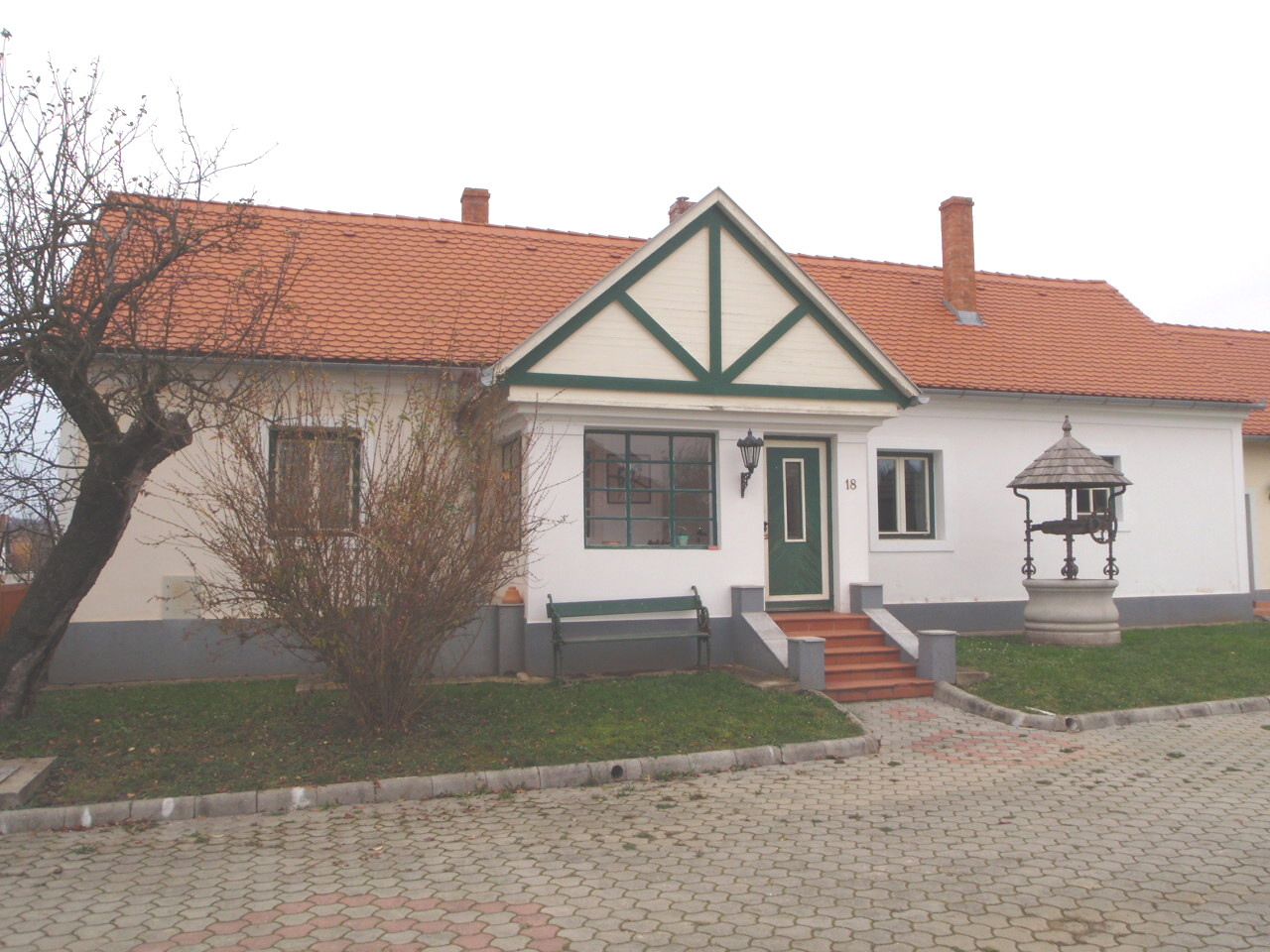
Fő utcai porta udvara
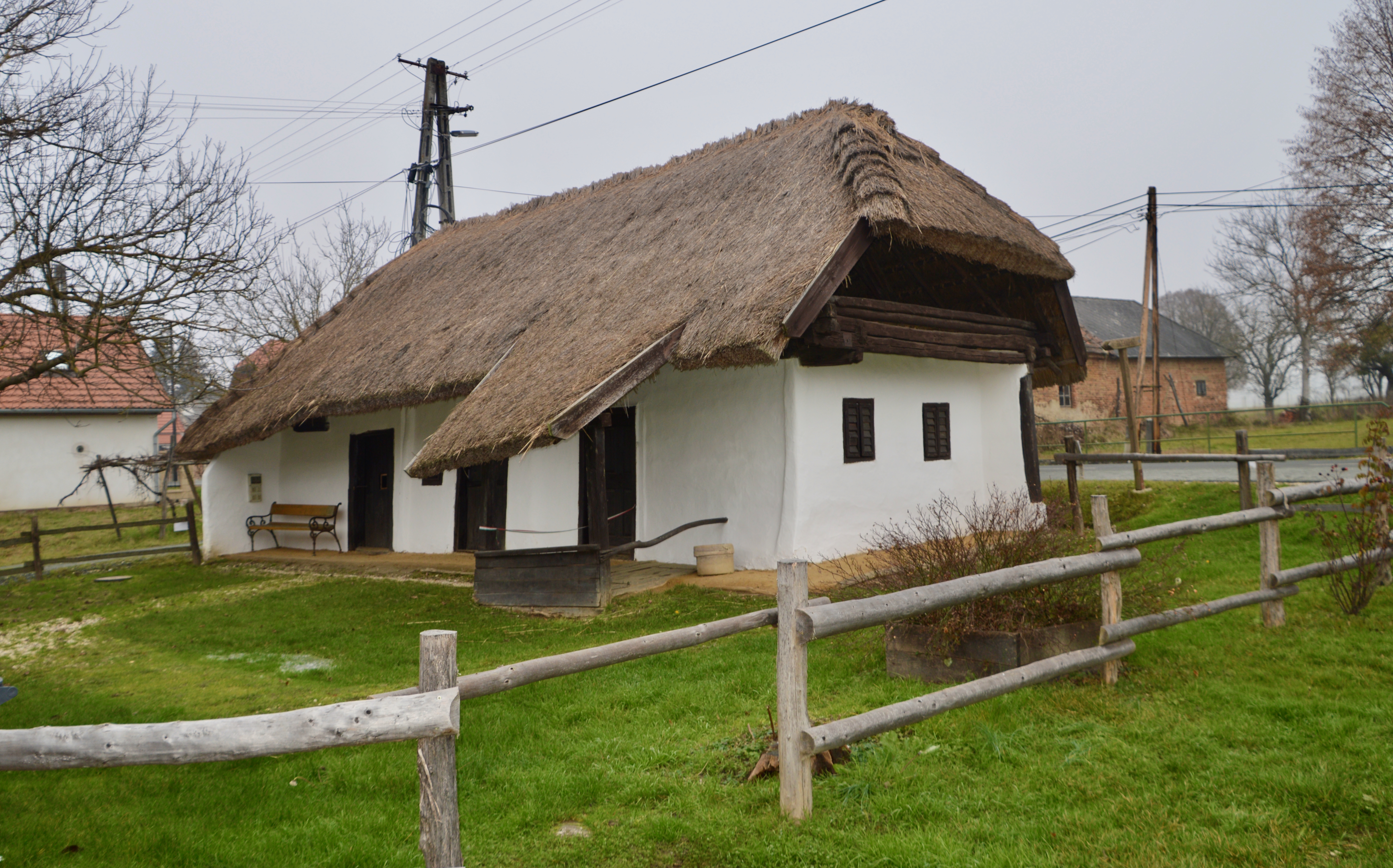
Fazekasház (műemlék)
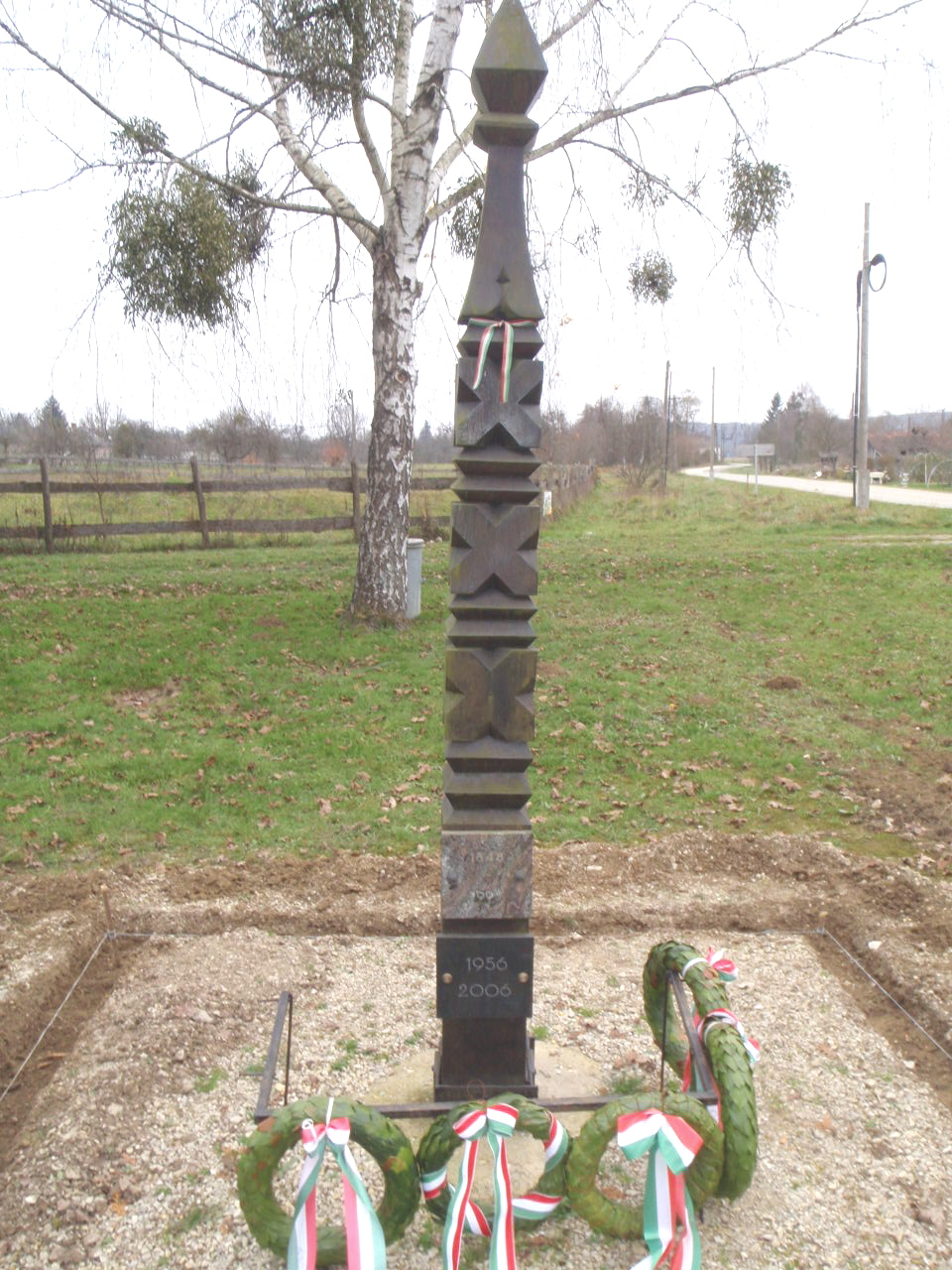
1956-os emlékmű
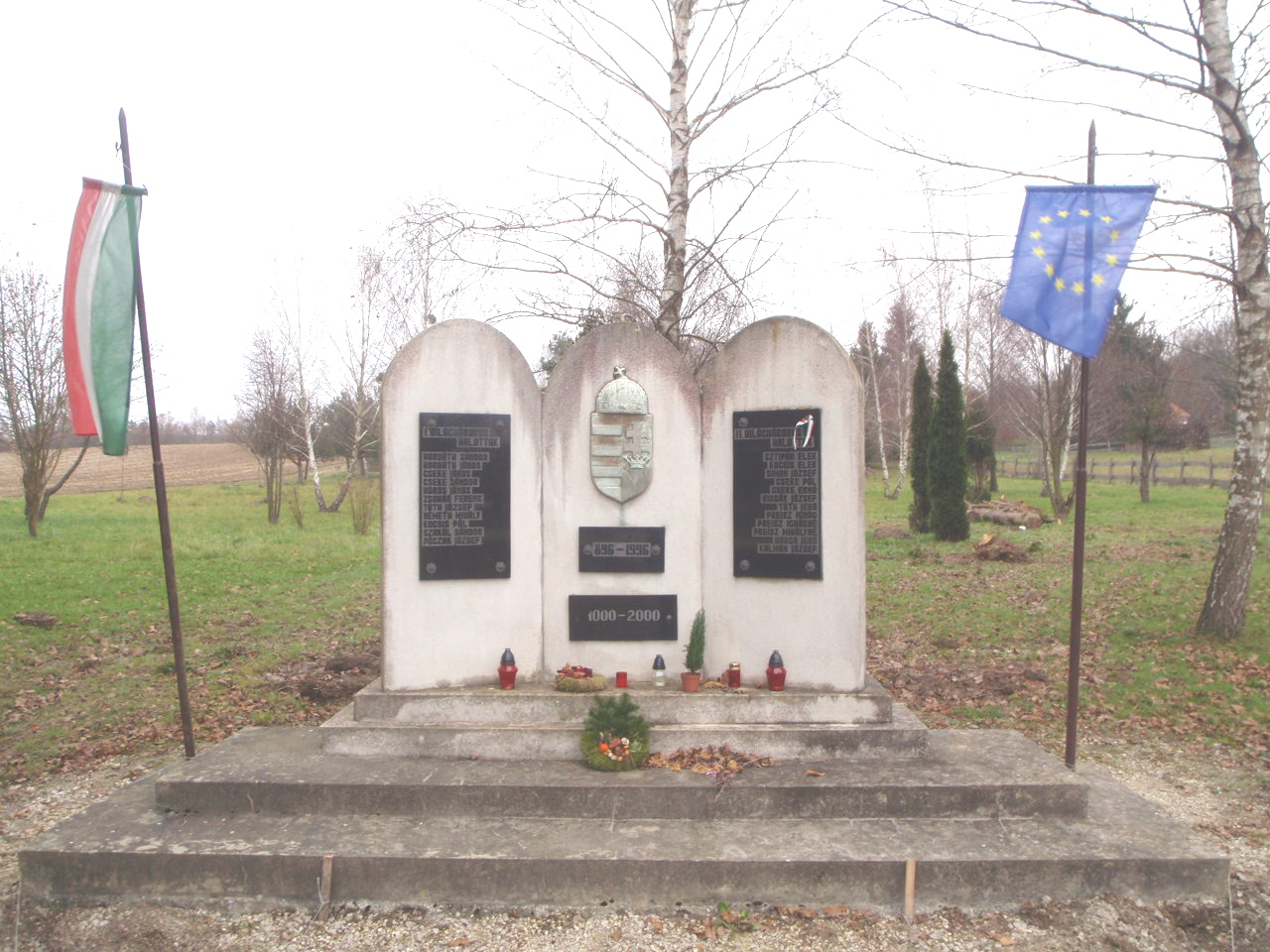
I. és II. világháborús emlékmű
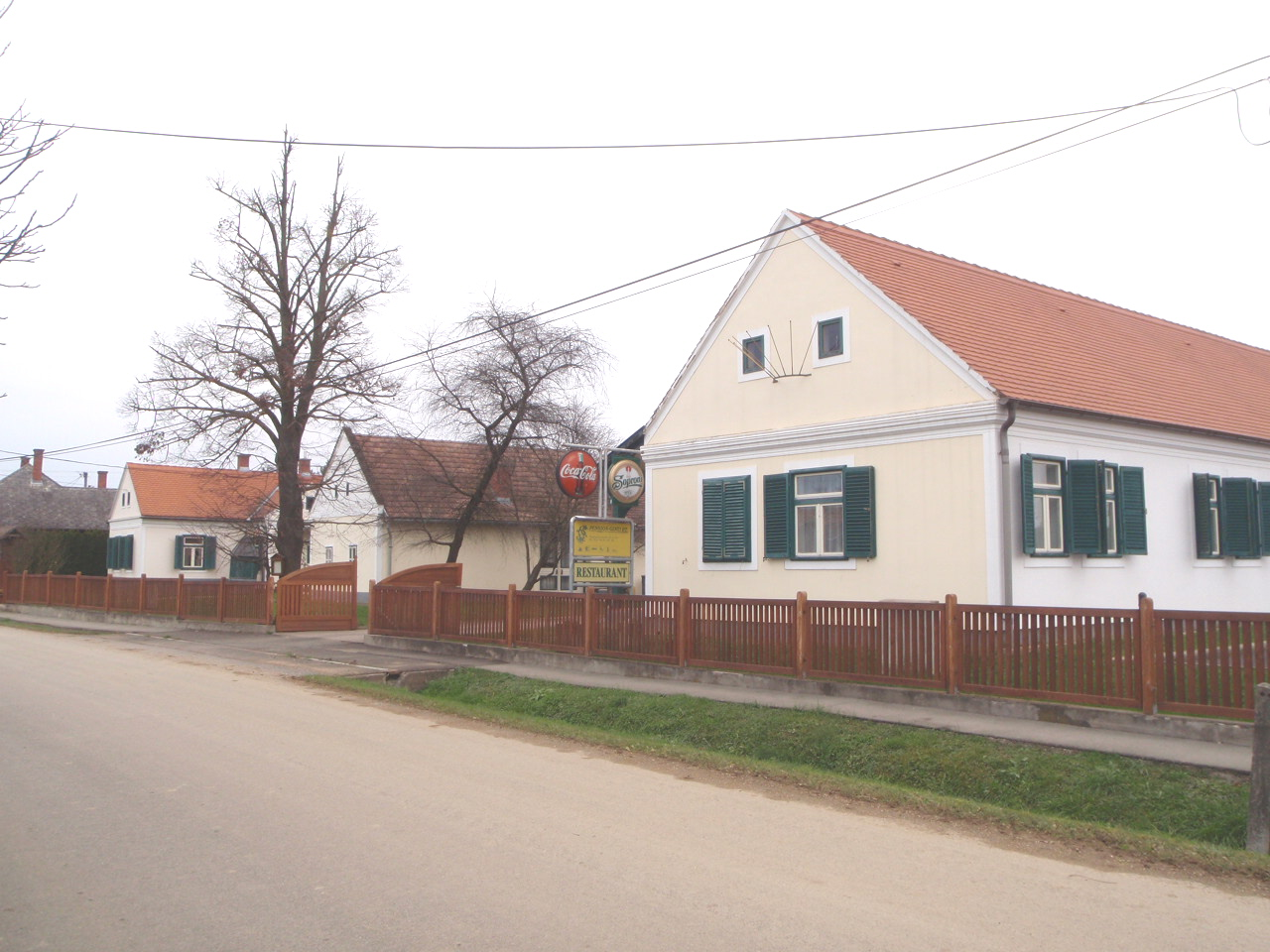
Fő utca látképe
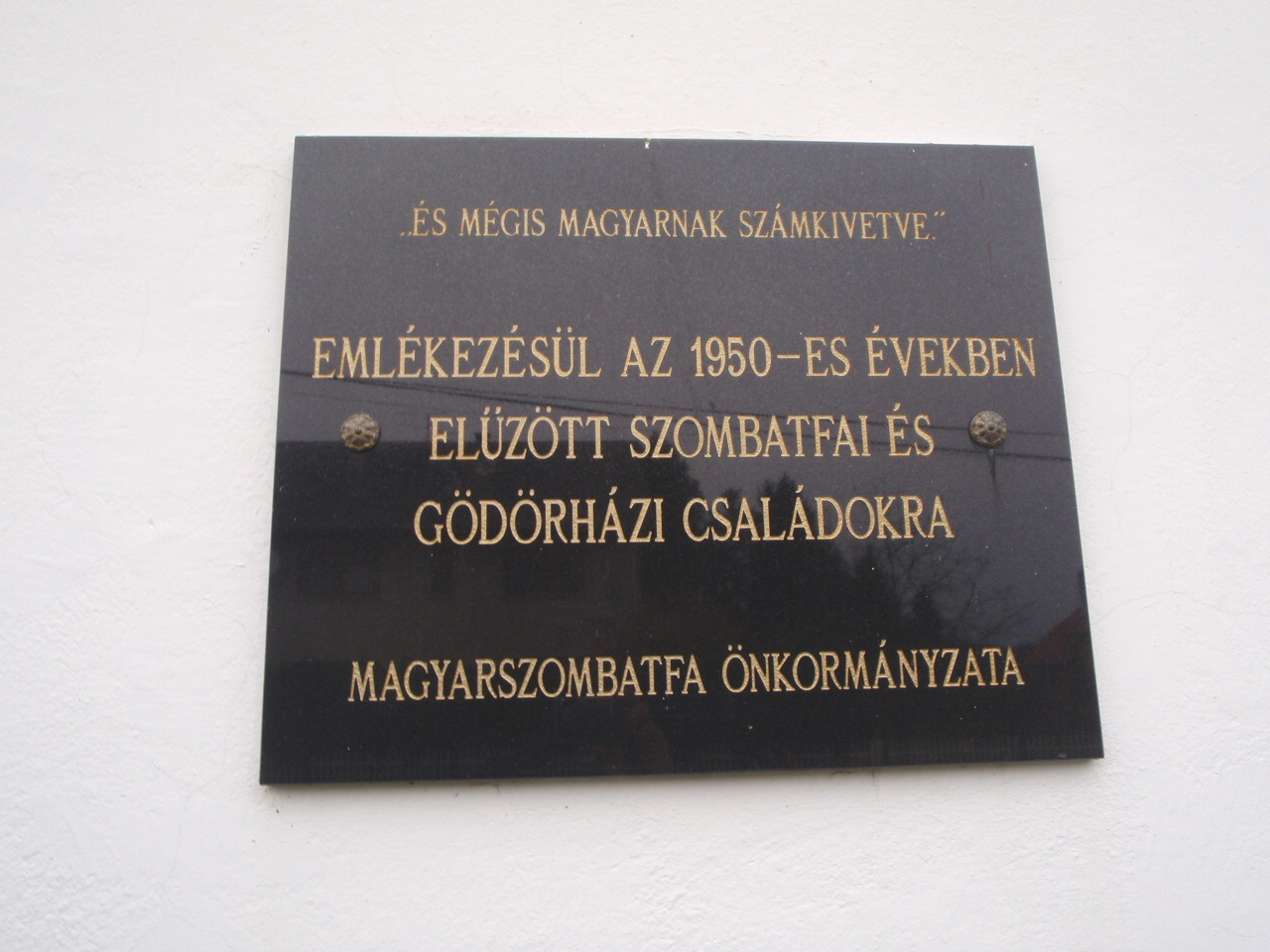
Kitelepítési emléktábla az Önkormányzat épületének falán
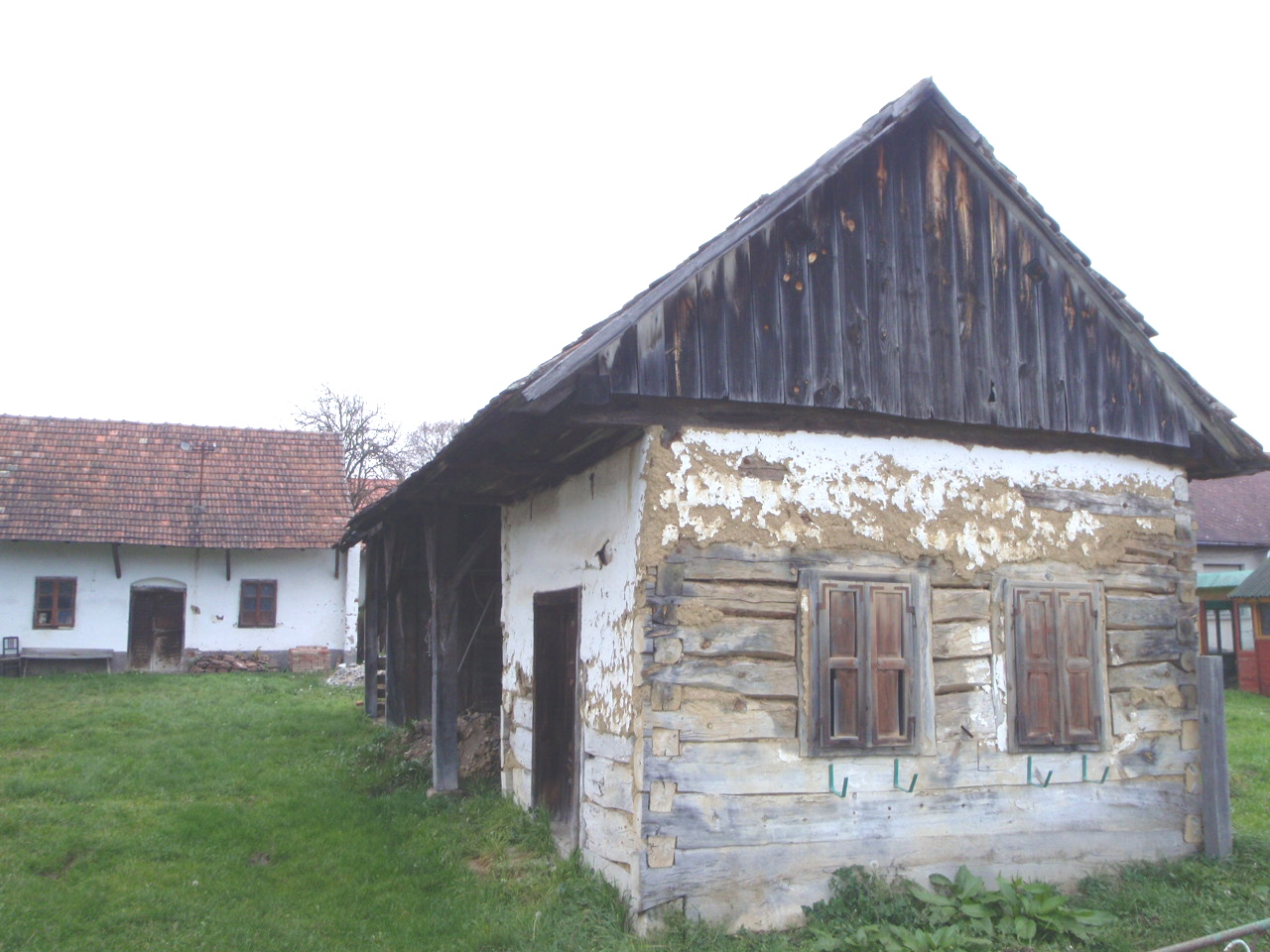
Fő utca boronafalas háza
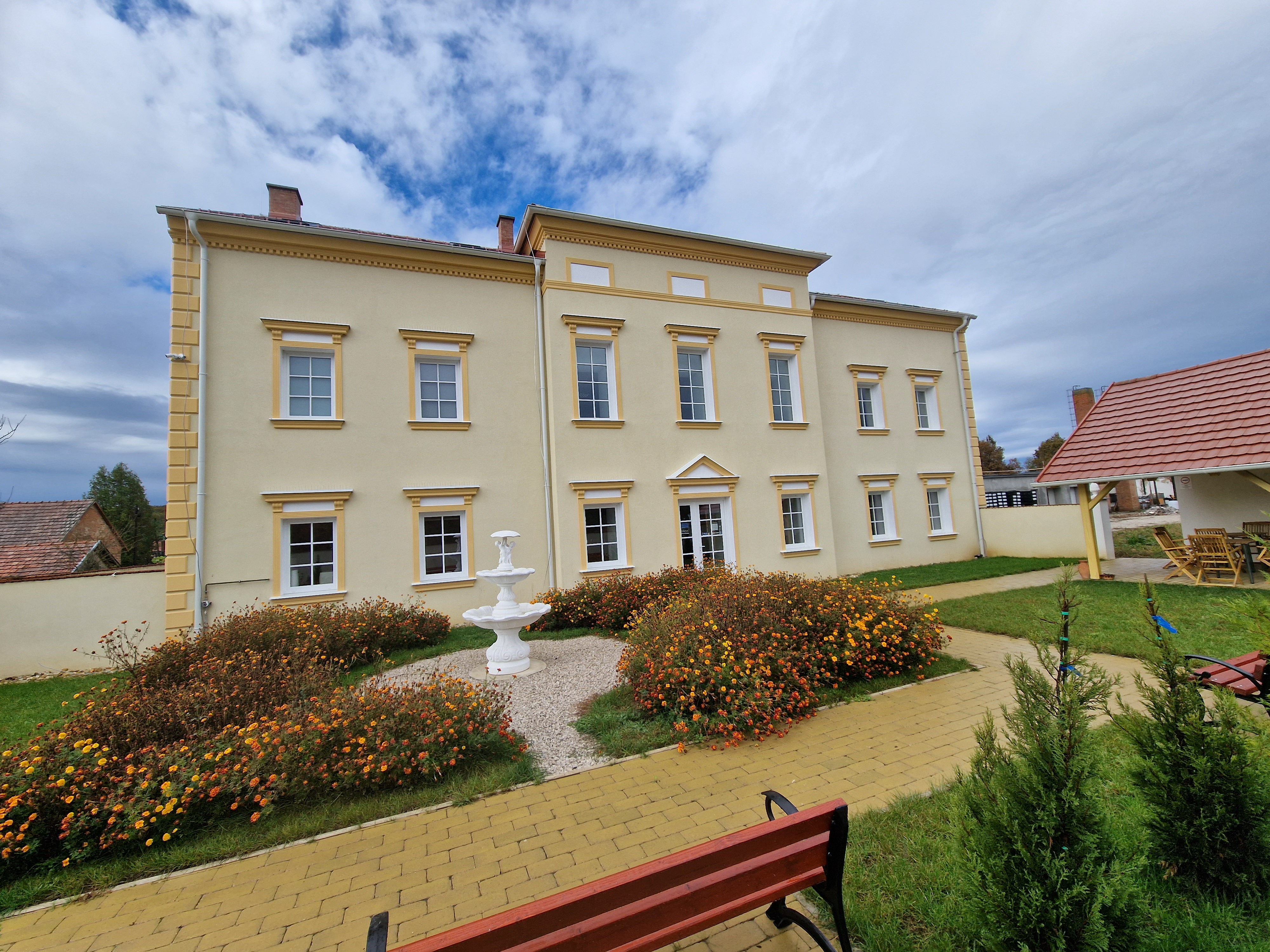
Őrségi Kerámia Látogatóközpont